# Zankyo Reference
Zankyo Reference è il quinto album studio del gruppo rock giapponese One Ok Rock. È uscito il 5 ottobre 2011.

## Tracce
1. Coda – 0:50
2. LOST AND FOUND – 3:03
3. Answer is Near (アンサイズニア) – 3:40
4. NO SCARED – 3:39
5. C.h.a.o.s.m.y.t.h. – 5:18
6. Mr. Gendai Speaker (Mr.現代Speaker) – 3:54
7. Sekenshirazu no Uchuhikoshi (世間知らずの宇宙飛行士) – 3:32
8. Re:make – 3:25
9. Pierce – 4:25
10. Let's take it someday – 3:41
11. Kimishidai Ressha (キミシダイ列車) – 8:13

## Formazione
- Taka – voce
- Toru – chitarra
- Ryota – basso
- Tomoya – batteria